# Amphicercidus forsythiae
Amphicercidus forsythiae är en insektsart. Amphicercidus forsythiae ingår i släktet Amphicercidus och familjen långrörsbladlöss. Inga underarter finns listade i Catalogue of Life.